# William Falconer
William Falconer (ur. 21 lutego 1732 w Edynburgu, zm. 1769 na morzu) - szkocki poeta i brytyjski teoretyk morskiej sztuki wojennej.
Był synem rzeźnika w Edynburgu. W młodości wstąpił do Royal Navy, dzięki czemu był zdolny stworzyć tak wiele dzieł, których tematem było morze i marynarski żywot. Jego pierwszym poematem był Wrak (The Shipwreck) z 1762 roku. Dzięki temu dziełu zaskarbił sobie przychylność Księcia Yorku, dzięki której jego kariera w marynarce nabrała tempa.
Falconer przez krótki czas był midszypmenem, lecz szybko awansował na samodzielne dowództwo. W 1769 wydał największe dzieło swojego życia - Uniwersalny Słownik Marynarki, zawierający 1533 hasła zawierające praktycznie całą wiedzę o XVIII-wiecznej Brytyjskiej Marynarce Wojennej. 
Falconer zmarł na morzu na fregacie Aurora w okolicach Przylądka Dobrej Nadziei w październiku 1769 roku.